# Omice
Omice (deutsch Womitz) ist eine Gemeinde in Tschechien. Sie liegt zwölf Kilometer westlich des Stadtzentrums von Brünn und gehört zum Okres Brno-venkov.

## Geographie
Omice befindet sich linksseitig über dem Tal der Bobrava in der Bobravská vrchovina am Übergang zur Thaya-Schwarza-Talsenke und Boskowitzer Furche. Im nördlichen Teil des Dorfes entspringt der Bach Omický potok. Nördlich erheben sich die Hvízdalka (442 m) und Baba (424 m), im Osten der Šibeník (428 m) und die Haneka (350 m), südwestlich der Trnavý žlíbek (421 m) und Lipový vrch (386 m), im Westen der Bučín (444 m) sowie nordwestlich die Bučína (443 m) und der Kukanec (436 m). Gegen Norden liegt das Automotodrom Brno.
Nachbarorte sind Kývalka und Žebětín im Norden, Popůvky im Nordosten, Troubsko im Osten, Střelice im Südosten, Radostice, Prštice und Hlína im Süden, Neslovice im Südwesten, Kratochvilka, Tetčice und Rosice im Westen sowie Říčany und Ostrovačice im Nordwesten.

## Geschichte
Die erste Erwähnung des Dorfes erfolgte im Falsifikat einer Urkunde aus dem Jahre 1104, nach der Ulrich von Brünn und sein Bruder Lutold von Znaim die Dörfer Omice und Tetčice einschließlich der Weinberge dem Kloster Mariä Himmelfahrt in Třebíč schenkten. Belegt ist diese Schenkung in einer Bestätigungsurkunde vom Ende des 12. Jahrhunderts. Zu Beginn des 14. Jahrhunderts befand sich in Omice eine landesherrliche Feste, die zusammen mit Bukovany (Bockwa) an die Hecht von Rossitz verpfändet war. Bukovany lag zwischen Omice und Kývalka und fiel zwischen 1514 und 1522 wüst. Zu Bockwa gehörte der Hof Kyewalka (Kývalka). 1319 verpfändeten die Hecht von Rossitz die Feste Omice an der kaiserlichen Mundschenk Ulrich von Khessing. Die Königinwitwe Elisabeth Richza von Polen löste 1327 das Pfand ein und schenkte die Güter dem Zisterzienserinnenkloster Maria Saal in Alt Brünn. Das Kloster besaß Omice nicht lange, weil Ulrich von Khessing die Auslösung der rentablen Güter missfiel und er bei den Markgrafen Johann Heinrich und Karl die Rückgabe suchte. 1334 hatte Ulrich von Khessing damit Erfolg und Johann Heinrich ließ ihm die Herrschaft Omice und Bukovany zuschreiben. Der anschließende Rechtsstreit mit dem Orden um Omice zog sich bis 1464 hin. Während des mährischen Bruderkriegs bemächtigte 1402 sich Jobst Hecht von Rossitz der beiden klösterlichen Dörfer Omice und Bukovany. Unter den Herren von Hecht erfolgte die Anlegung von Fischteichen. Wenzel IV. bestätigte Jobst Hecht 1412 dessen Besitz, darunter auch Omice und Bukovany, für treue Dienste. Nachdem das Geschlecht der Hecht von Rossitz im Mannesstamme erlosch, fiel die Herrschaft Rossitz Přemek von Teschen zu, der Omice und Bukovany daran anschloss. Als Přemek 1453 seine Güter und die seiner Frau Magdalena in einen gegenseitigen Verbund bringen wollte, legte die Alt Brünner Äbtissin Helene von Kunstadt dagegen erfolglos Einspruch ein. 1455 hob Ladislaus Postumus, das mit dem Tode des letzten Hecht dem Heimfall unterliegende Lehn auf und überschrieb Rossitz erblich an Přemek von Teschen. Dieser verkaufte die Herrschaft 1464 an Hynko von Kukwitz. 1522 verkauften Katharina von Kukwitz und ihr Mann Sigmund von Mírov die Burg und Herrschaft Rossitz an Bohunka von Pernstein. Diese setzte 1549 ihren Enkel Wilhelm von Leipa unter den Bedingungen einer Ehe mit Katharina, der Tochter ihres Bruders Johann von Pernstein, und der Zeugung von Nachkommen, zum Erben ein. Da Wilhelm kinderlos blieb, ging die Herrschaft entsprechend den weiteren Regelungen des Testaments an Pertold und Čeňek von Leipa über. Pertold von Leipa verkaufte Rossitz mit allem Zubehör 1562 an Johann den Älteren von Zierotin auf Náměšť nad Oslavou. Während der ungarischen Aufstände im Langen Türkenkrieg zog sich Karl der Ältere von Zerotein von 1604 bis 1606 aus Rossitz auf seine Fliehburg Vrahovice zurück. Bei Omice wurde im Mai 1605 auf einem Hügel ein ständiger Wachposten eingerichtet, der bei Gefahr durch Setzen eines Feuers warnte. 1628 verkaufte Karl der Ältere von Zerotein die Herrschaft an Albrecht von Waldstein, der sie im Jahre darauf an Johann Baptist von Werdenberg weiterveräußerte. Zu den nachfolgenden Besitzern gehörten ab 1844 Georg Simon von Sina und sein Bruder Johann. Das älteste Ortssiegel mit der Inschrift Diedina Womice stammt von 1749 und zeigt im Wappen einen Hirsch.
Nach der Aufhebung der Patrimonialherrschaften bildete Vomice/Womitz ab 1850 eine Gemeinde im Brünner Bezirk. 1921 kam die Gemeinde zum Okres Brno-venkov. Seit 1923 wird der Ortsname Omice verwendet. 1948 wurde die Gemeinde dem Okres Rosice zugeordnet. Nach dessen Aufhebung kam Omice 1961 zum Okres Brno-venkov zurück.

## Gemeindegliederung
Für die Gemeinde Omice sind keine Ortsteile ausgewiesen. Zu Omice gehören die Ansiedlungen Dvorek (Goldhof) und Kývalka (Josefshof).

## Sehenswürdigkeiten
- Kirche Jakobus des Älteren, seit Anfang des 15. Jahrhunderts als Pfarrkirche nachweisbar. Seit 1633 ist die Kirche eine Filiale von Rosice.
- Erdställe lochy (Löcher)
- Naturschutzgebiet „Na Hájku“, westlich des Dorfes